# Ґольмарз-е-Софлі
Ґольмарз-е-Софлі (перс. گلمرز سفلی) — село в Ірані, входить до складу дехестану Баш-Калах у Центральному бахші шахрестану Урмія провінції Західний Азербайджан. У переписі 2006 року село зазначено, проте кількість мешканців не вказано.